# Седнівська ГЕС
Седнівська ГЕС — гідроелектростанція, розташована на р. Снов, у місті Седнів.

### Історія
Проект Седнівської ГЕС розробили ще у 1947 році, а почали будувати в 1949-му. Станція введена в експлуатацію в 1955 р. Тоді вона забезпечувала електроенергією шість ближніх сіл та 11 колгоспів. З шістдесятих років станція працювала з перервами, а у 1981 році її взагалі закрили. З того часу Седнівська ГЕС не працювала.
У жовтні 1999 року — відновлена та введена в дію.

### Характеристика
Станція підключена до Об'єднаної енергосистеми України та перебуває на балансі ПАТ «Чернігівобленерго».
Станція експлуатується 10 місяців на рік.
Технічно цей об'єкт унікальний. Тут і досі працює якісне австрійське обладнання заводів «Фойт» та «Сіменс-Шуккерт», встановлене у 50-х роках. Зокрема: три радіально-осьові гідротурбіни «Френсіса», потужністю 85,7 кВт, і 3 генератори «Сіменс-Шукерт», потужністю 125 кВт.
Установлена електрична потужність обладнання становить 235 кВт. Максимальний тиск води 2,25 м. Довжина греблі — 40 м, висота — 3 м. Штат — 5 чоловік.
Після запуску ГЕС рівень води у Снові а також підземних вод піднявся більше ніж удвічі. До побудови ГЕС річку можна було перейти вбрід.